# ESOMAR
ESOMAR — (англ. European Society of Marketing Research Professionals) — одна из наиболее известных и уважаемых исследовательских ассоциаций в мире, образованная в 1948 году.
ESOMAR объединяет компании и организации, проводящие маркетинговые исследования и исследования в области общественного мнения.
Членство в ESOMAR означает соблюдение членом определенных стандартов проведения исследований и служит определенной гарантией высокого качества исследований.
На сегодняшний день в ESOMAR существует только индивидуальное членство, в то же время имеется каталог компаний (т. н. ESOMAR Directory), в которых работают члены ESOMAR. Принято считать, что компания, находящаяся в ESOMAR Directory, является членом ESOMAR.